# Lanistes elliptus
Lanistes elliptus é uma espécie de gastrópode  da família Ampullaridae.
Pode ser encontrada nos seguintes países: República Democrática do Congo, Malawi e Moçambique.